# Pilar Montaner Maturana
Pilar Montaner Maturana (Palma de Mallorca, 13 de abril de 1876 – Valldemosa, 23 de septiembre de 1961) fue una pintora española. Su pintura ha sido considerada impresionista, aunque entre 1913 y 1922 muchos de sus cuadros presentan un fuerte componente surrealista.

## Biografía

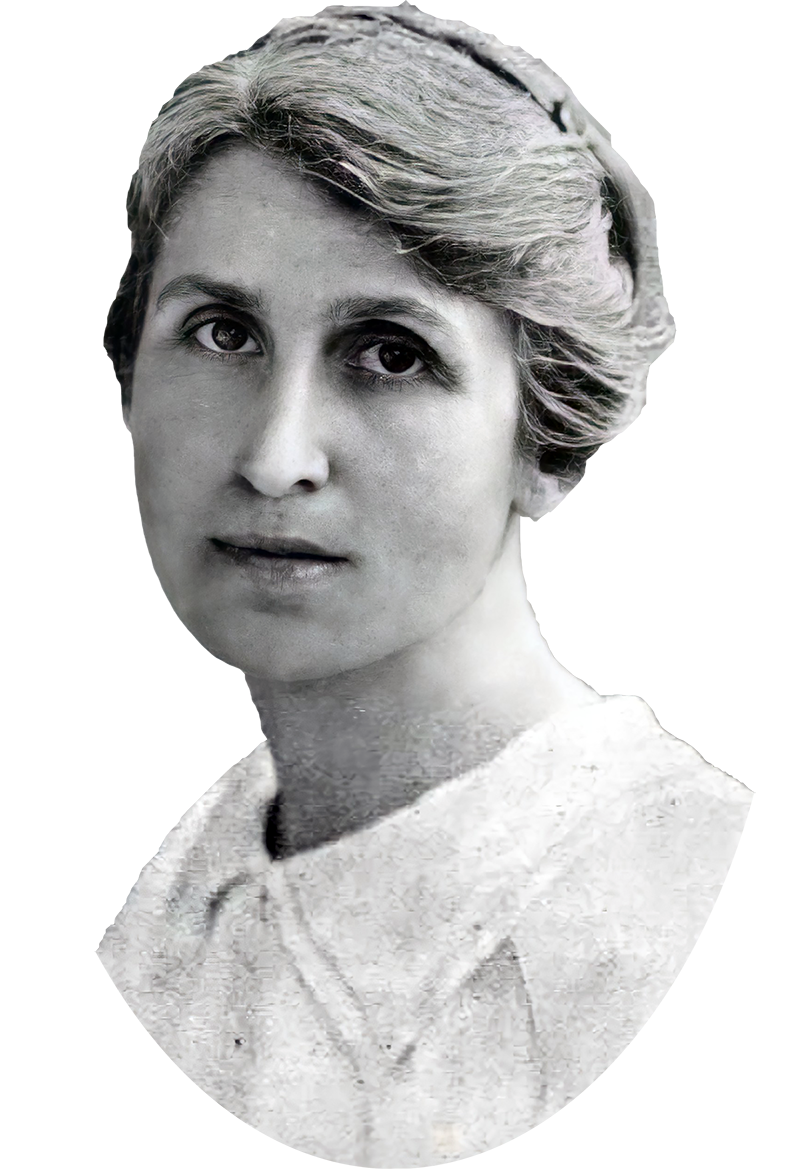

Nacida en el seno de una familia noble y acomodada, quedó muy pronto huérfana de madre. Su padre el teniente de navío Jaime Montaner, la envió al internado de Nuestra Señora de Loreto en Madrid, donde recibió sus primeras lecciones de dibujo y pintura de la mano de Emilio Ordóñez y, más tarde, de Catalina Narváez, una conocida pintora y bordadora, protegida de la reina María Cristina.
De vuelta a Mallorca, Pilar Montaner contrajo matrimonio en 1896 con Juan Sureda Bimet, un joven abogado e intelectual mallorquín que acababa de heredar una de las mayores fortunas de la isla y que pocos años más tarde acabaría convirtiéndose en uno de los mecenas más generosos y excéntricos del país. Juan Sureda apoyó a su esposa para que esta perfeccionara su técnica artística, lo que le llevaría a contratar los servicios de algunos de los pintores más conocidos de Mallorca. Pilar Montaner pasaría entonces por los estudios de Antonio Ribas Oliver y Ricardo Anckerman, en los que recibió una sólida formación clásica y conoció de cerca la pintura romántica y el paisajismo. De esa época son cuadros tales como los retratos Madò Calafata (1899) y el paisaje Tramuntana (1899).
Entre 1901 y 1904 Pilar Montaner pasaría largas temporadas en el estudio que Joaquín Sorolla tenía en Madrid, donde recibió lecciones personales del maestro de Valencia. La pintora inició entonces una etapa que se prolongó durante buena parte de la primera década del nuevo siglo, en la que alternaba cuadros de corte costumbrista con una marcada luminosidad, con retratos de sus hijos y de sus invitados, y composiciones en las que se detecta ya una clara evolución hacia el impresionismo.
A partir de 1905 su amistad con el pintor mallorquín Antonio Gelabert marcaría otro hito en su pintura. Gelabert, cuyo origen humilde y oficio de barbero le habían hecho acreedor de burlas entre algunos intelectuales de Palma, encontraría en Pilar Montaner y su marido un refugio en el que desarrollar su actividad artística. Juntos tendrían la ocasión de emocionarse contemplando los clásicos de los museos europeos, y de compartir en repetidas ocasiones el tema de sus lienzos y sus pigmentos. Esa sería sin duda la etapa más vital y productiva de la pintora, que se prolongaría durante más de 10 años. De esa época serían también las magníficas interpretaciones de la luz incidiendo en diferentes escenarios de la sierra de Tramuntana o de la Catedral de Palma.

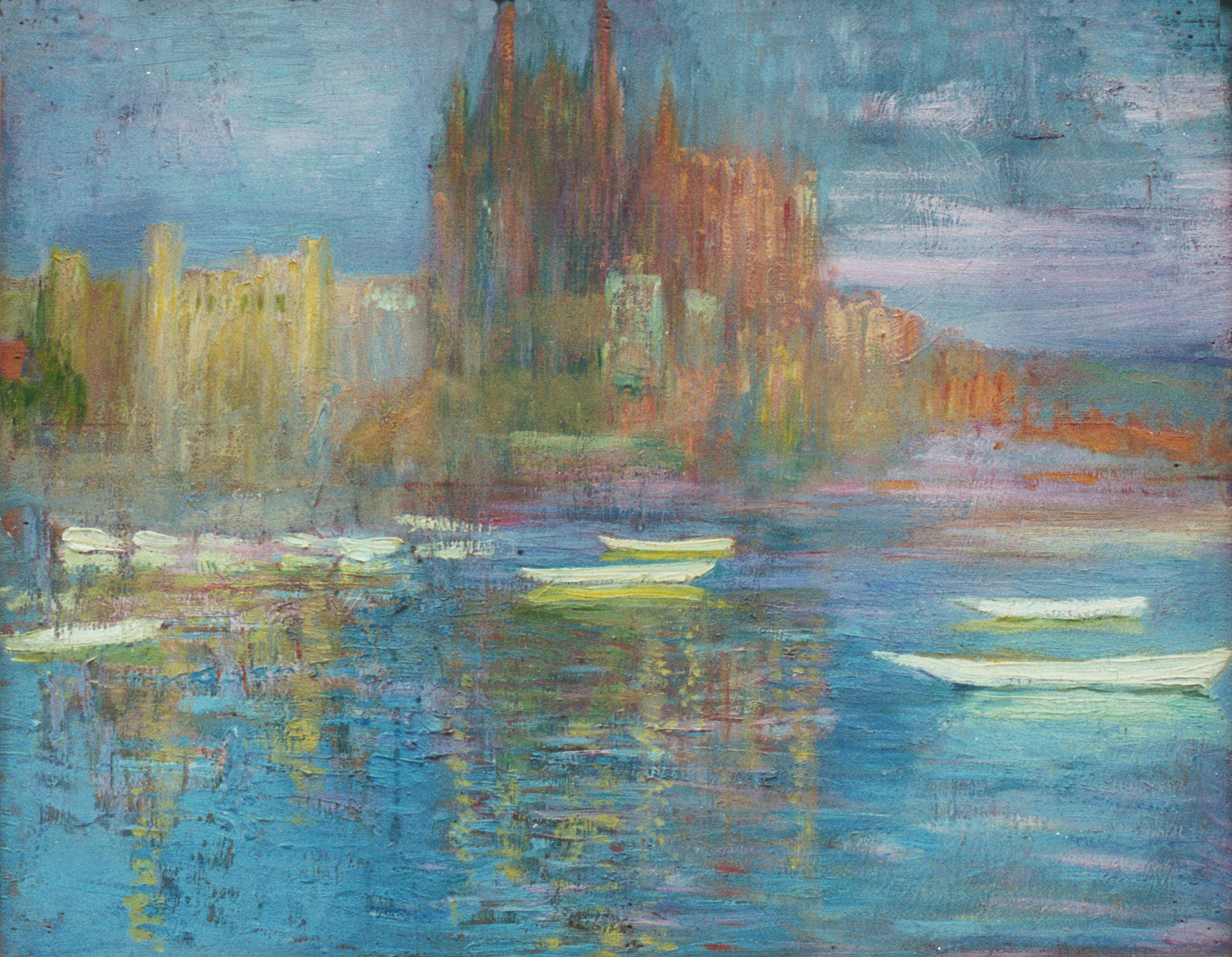
La Seu de Palma, de Pilar Montaner

En 1906 Montaner mantiene una larga estancia en Madrid acompañada de Gelabert con objeto de ampliar sus estudios en la Academia de Bellas Artes, visitar museos y participar en la Exposición de Bellas Artes que se estaba celebrando mientras su marido y el servicio se encargan de los siete hijos que ya tenía en ese momento.
Entretanto, el palacio del Rey Sancho de Valldemosa (Mallorca), residencia principal de la familia Sureda-Montaner, se había convertido en un hervidero cultural en el que pasarían largas temporadas intelectuales de la talla de Rubén Darío, Miguel de Unamuno, Osvaldo Bazil, Azorín, Jorge Guillén o Eugenio d’Ors, y en el que se daban reiteradamente cita los pintores Santiago Rusiñol, John Singer Sargent, Joaquín Sorolla, Hermenegildo Anglada Camarasa, Antonio Gelabert, Tito Cittadini, Joaquín Mir o Joan Fuster Bonnin. Muchos de estos insignes huéspedes e invitados acabarían formando parte,  junto a Pilar Montaner, de la Cofradía de la Belleza, un extravagante grupo de excursionistas que buscaba la belleza de la naturaleza así como luces y atardeceres raros.
A partir de 1915 la vida despreocupada y plagada de fiestas en la que se habían movido los Sureda-Montaner empezó a zozobrar. Los problemas surgidos en los negocios familiares, el despilfarro generado por su espléndido mecenazgo, los interminables viajes por Europa y una pésima gestión de la fortuna que habían heredado, obligaron a hipotecar o vender algunas de sus posesiones y fincas. Y como para hacer aún más profundo el trance, en esos años algunos de los once hijos de Pilar comenzaron a sufrir los primeros síntomas de la tuberculosis, una enfermedad que se abatiría como una plaga sobre la familia. 
La pintura de Pilar Montaner daría entonces un nuevo giro y se volvió más oscura y compleja, aunque también mucho más valiente y creativa. A esta etapa (1913-1922) pertenece la serie de grandes óleos con los olivos mallorquines –tan celebrados por Rubén Darío y Unamuno- como tema central. Los retorcidos troncos de esos olivos dejan entrever profundos sentimientos y pasiones, hasta entonces reprimidos por la educación conservadora que había recibido, a la vez que reflejaban el amargo y rápido declive familiar. Cuando en 1921 Pilar Montaner pintó el Dolor Humano, el cuadro ya encerraba todo el desconsuelo por la enfermedad de su hija Elvira, cuya muerte sabía ya muy próxima.
En 1927 el banco ejecutó una hipoteca sobre la residencia familiar, el Palacio del Rey Sancho, y Pilar Montaner y su todavía numerosa familia iniciaron un peregrinaje por diferentes domicilios, durante el que la pintora abandonó sus pinceles y lienzos. Desde entonces y hasta su muerte, ocurrida en septiembre de 1961, sólo retomaría ocasionalmente el lápiz o el carboncillo para retratar a sus nietos o las personas más allegadas. 
Pilar Montaner llevó a cabo numerosas exposiciones a lo largo de su vida, y recibió premios y reconocimiento, pero solo de forma ocasional decidió vender sus cuadros. Mientras duró su acomodada posición no vio oportuno hacerlo y cuando su fortuna desapareció, abandonó voluntariamente la pintura.

## Vida personal
Se casó el 19 de octubre de 1896 con Juan Sureda Bimet, un joven abogado e intelectual mallorquín heredero de una de las mayores fortunas de la isla. Tuvo catorce hijos de los cuales sobrevivieron once, tres de ellos conocidos por sus actividades artísticas: el poeta ultraísta Jacobo Sureda, el pintor Pedro Sureda y la escultora Pazzis Sureda.